# Sapere aude
Sapere aude este o sintagmă latină însemnând „Îndrăznește să știi”, tradusă uneori și ca „Îndrăznește să gândești”. Cea mai faimoasă utilizare a ei este ca moto în broșura de promovare a Facultății de filosofie și mai apare și în argumentarea din eseul lui Immanuel Kant, „Ce este Iluminismul?” din 1784. Istoric, fraza apare mai întâi la poetul latin Horațiu, în „Epistole”, sub forma „Dimidium facti qui coepit habet: sapere aude”.
Este frecvent utilizată ca moto. Câteva din organizațiile și instituțiile  care au adoptat-o:

### Canada
- Alexander von Humboldt, Deutsche Schule, Montreal
- Richmond Hill High School, Richmond Hill, Ontario
- University of New Brunswick
- Massey College
- Elizabeth Ballantyne School, Montreal-West

## Trivia
„Sapere Aude” este o armă (nuia) în jocul „Final Fantasy Tactics Advance”.